# Baltimore Bayrunners
Baltimore Bayrunners was een Amerikaanse basketbalploeg van 1999 tot 2000 die uitkwam in de International Basketball League.

## Geschiedenis
De Bayrunners waren de eerst profbasketbalploeg sinds de verhuis van de Baltimore Bullets in Baltimore. De club was eigendom van de IBL zelf en vanaf oktober 1999 ook voor 10% van de toenmalig honkballer van de Baltimore Orioles Cal Ripken Jr.. Herb Brown werd aangesteld als coach van de ploeg maar werd in februari 2000 ontslagen en opgevolgd door Terry Traux. Bekende spelers waren Clifford Rozier, Lloyd Daniels, Shawnta Rogers, Robert Werdann en Rodney Elliott. De club bestond maar een seizoen en eindigde als laatste van alle clubs. Na het seizoen kon de IBL geen nieuwe investeerders vinden voor de ploeg en deze werd opgedoekt voor de start van het tweede seizoen.

## Resultaten
| Seizoen | Winst | Verlies | Play-offs | Coach                  |
| ------- | ----- | ------- | --------- | ---------------------- |
| 1999/00 | 17    | 47      | –         | Herb Brown Terry Traux |

## Bekende (oud-)spelers
| - Robert Werdann |